# Małgorzata Bąk
Małgorzata Bąk (1966) es una botánica y algóloga polaca, que se desempeña en el Departamento de Botánica y Protección Ambiental de la Universidad Tecnológica de Pomerania Occidental, Szczecin, Polonia.

## Algunas publicaciones

### Libros
- Witkowski, a; k Wasylik, h Lange-Bertalot, m Bak. 2007. Diatom paleolimnology of Lake Zeribar, Iran, in the Late Pleistocene and Holocene. En "The Paleoecology of Lake Zeribar and surrounding areas, Western Iran, during the last 48,000 years". Ed. Krystyna Wasylikova & Andrzej Witkowski. 370 pp.

- La abreviatura «Bak ó Bąk » se emplea para indicar a Małgorzata Bąk como autoridad en la descripción y clasificación científica de los vegetales.[1]